# Roxana Quispe Collantes
Roxana Quispe Collantes (* in Acomayo, Provinz Acomayo, Region Cusco, Peru) ist eine peruanische Anthropologin und Literaturwissenschaftlerin. Nationales und auch internationales Aufsehen erregte sie damit, dass sie ihre Dissertation auf Quechua schrieb und 2019 verteidigte, was bis dahin nicht üblich gewesen war.

## Leben
Roxana Quispe Collantes wurde in Acomayo geboren, wuchs aber zunächst in Ch’osecani auf, einer abgelegenen Quechua-Ortschaft im Distrikt Pampamarca in der Provinz Canas in der Region Cusco, in der bis heute alle circa 300 Einwohner Cusco-Quechua sprechen. Ihr Vater stammte von hier und war als erster aus dem Ort Polizist geworden, nachdem er sich mit 13 Jahren davon gemacht hatte. Als Roxana in die Schule des Ortes kam, sprachen sie und die anderen Schüler nur Quechua, während die Lehrerin nur Spanisch sprach – eine Situation, die sie mit der Begegnung zwischen Francisco Pizarro und Atawallpa vergleicht. Wer nicht ausreichend lernte, bekam Schläge. Bis zur dritten Klasse war Roxana an dieser Primarschule, und dann zog die Familie nach Acomayo. Hier dominierten spanischsprachige Mestizen, und Roxana wurde als Quechua gemobbt. Bereits nach einem halben Jahr zog die Familie in die Stadt Cusco, wo die Diskriminierung nach ihrer Aussage noch stärker war.
Roxana Quispe studierte Anthropologie an der Universidad Nacional de San Antonio Abad del Cusco (UNSAAC) und machte hier dann auch ihren Magister in Erziehungswissenschaften. Danach ging sie nach Lima, wo sie an der Universidad Nacional Mayor de San Marcos (UNMSM) in Literaturwissenschaft doktorierte. Zudem machte sie einen weiteren Magister in Sprachwissenschaften an der Pontificia Universidad Católica del Perú (PUCP). Als Thema für ihre Dissertation wählte sie die Gedichtsammlung Yawar Para („Blutregen“) von Andrés Alencastre Gutiérrez (1909–1984). Roxana Quispe verweist darauf, dass dieser Gedichtband der einzige in der Universitätsbibliothek der UNSAAC in Cusco war, der auf Quechua geschrieben war, und dass sie erst nachforschen musste, um herauszufinden, dass der Autor wesentlich mehr Werke herausgebracht hatte. Sie entschied sich trotz Widerständen in ihrem sozialen und akademischen Umfeld, die Doktorarbeit auf Cusco-Quechua zu schreiben und zu verteidigen. Da sie keine Unterstützung erhielt, brauchte sie für ihre Doktorarbeit sieben Jahre – von 2012 bis 2019. Sie äußerte später gegenüber den Vereinten Nationen, dass ihr Traum es gewesen sei, das Quechua in die Wissenschaft zu bringen, denn es sei ihre Identität und es sei genau so wichtig wie andere Sprachen. Am 15. Oktober 2019 verteidigte Roxana Quispe Collantes ihre Doktorarbeit. Sie hob hervor, dass Quechua das Vokabular für eine akademische Sprache habe. Ihr Doktorvater war Gonzalo Espino Relucé, und wie er musste die gesamte Prüfungskommission des Cusco-Quechua mächtig sein. Roxana erhielt für ihre Arbeit schließlich die Bestnote. Es war die erste auf Quechua geschriebene und verteidigte Arbeit in der 468-jährigen Geschichte der UNMSM. Roxana äußerte die Hoffnung, dass sie mit dieser Arbeit dazu beitragen könne, dem Quechua wieder Geltung zu verschaffen.

## Weitere Dissertation auf Quechua
Noch vor Roxana Quispe Collantes, nämlich 2017, schrieb und verteidigte Carmen Escalante Gutiérrez, Anthropologin und Professorin der UNSAAC, ihre Dissertation auf Quechua, doch tat sie dies in Sevilla (Spanien), da die universitären Gesetze Perus im Gegensatz zu denen Spaniens lediglich Spanisch als Amtssprache zuließen.

## Veröffentlichungen
- 2019: Yawar Para, Kilku Warak’aq, Andrés Alencastre Gutiérrezpa harawin pachapi, Qosqomanta runasimipi harawi t’ikrachisqa, ch’ullanchasqa kayninpi. Universidad Nacional Mayor de San Marcos, Lima.
- 2019: Llakiq sunqukuna (Corazones que sufren). Afinidades y distancias entre Kilku Warak’a y Arguedas en torno al harawi en la poética de Yawar Para (Lluvia de sangre). Revista Del Instituto Riva-Agüero 4(2), S. 287–332. doi:10.18800/revistaira.201902.008
- 2018: El señor, el lirismo y la sangre: Una aproximación literaria y lingüística al harawi quechua de Kilku Warak’a en la poética de Yawar Para. Letras (Lima) 89(129), S. 172–193. doi:10.30920/letras.89.129.8